# Ichneumon latimodjongis
Ichneumon latimodjongis är en stekelart som beskrevs av Heinrich 1934. Ichneumon latimodjongis ingår i släktet Ichneumon och familjen brokparasitsteklar. Inga underarter finns listade i Catalogue of Life.